# Tourterelle turque
Streptopelia decaocto
Espèce
Statut de conservation UICN

 LC  : Préoccupation mineure
La Tourterelle turque (Streptopelia decaocto) est une espèce d'oiseaux de la famille des Columbidés. Elle appartient au groupe des tourterelles ayant un collier qui comprend plusieurs espèces. Elle ne doit pas être confondue en particulier avec la Tourterelle à collier (Streptopelia semitorquata) ou la Tourterelle domestique (Streptopelia risoria) qui ont un aspect très proche avec un collier noir comparable.
Probablement rare hors d'Asie avant le début du XXe siècle, elle connaît depuis une expansion fulgurante l'ayant conduite en Europe, en Afrique et en Amérique. Ce phénomène exceptionnel par son ampleur est en grande partie inexpliqué. Elle est désormais un oiseau commun de l'avifaune de plusieurs continents.

## Caractéristiques

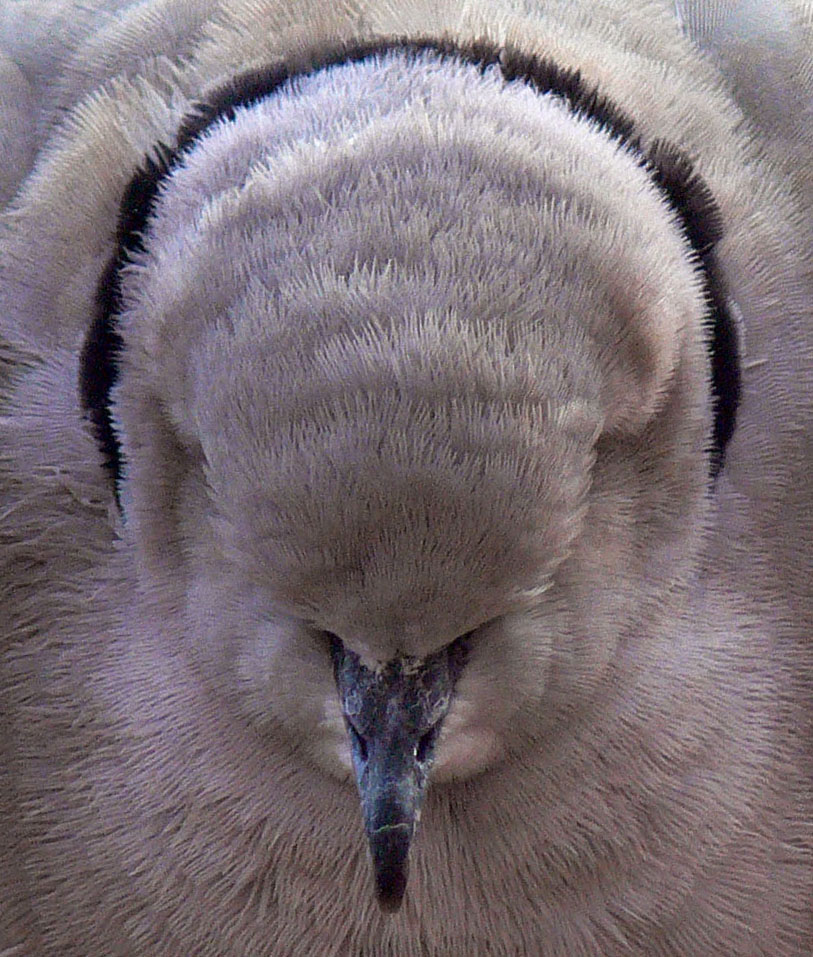
Collier et bec vus de dessus.

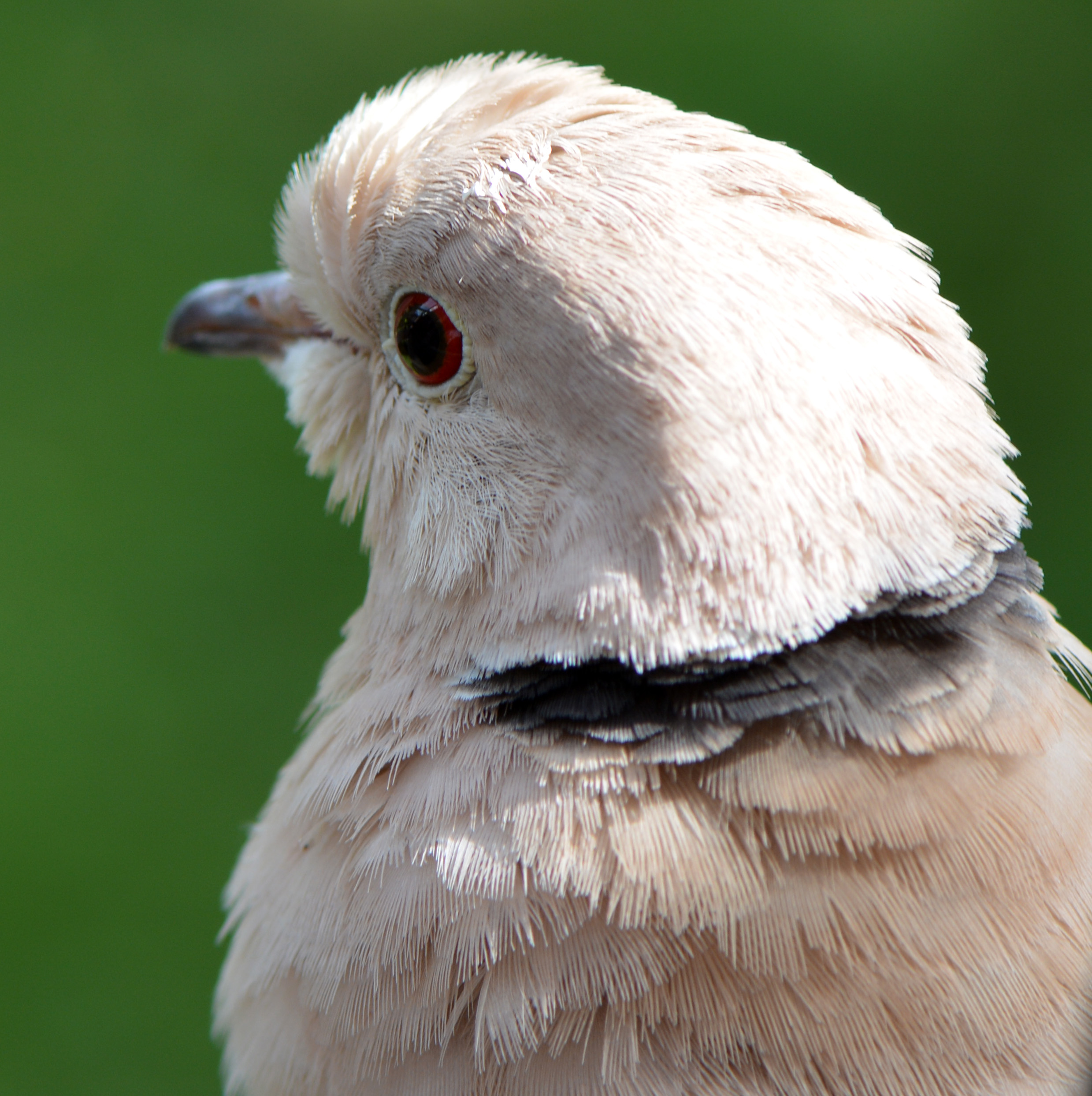
Tourterelle turque, de profil.

Elle mesure environ 32 centimètres de long pour un poids compris entre 125 et 240 grammes.
C'est un oiseau au dos beige pâle tirant vers le gris vineux bien reconnaissable à son demi-collier noir derrière le cou.
Le dessus de la tête est généralement gris pâle, couleur se fondant dans le rose vineux clair de la face chez le mâle ou le chamois vineux chez la femelle.
L'arrière du cou présente un étroit demi-collier noir souligné nettement de blanc sur sa limite supérieure et plus discrètement pour sa marge inférieure. Le reste du cou, la poitrine et toute la partie antérieure du corps tirent le plus souvent vers une coloration sensiblement chamois vineux s'éclaircissant vers le blanc chamoisé au niveau du ventre et des couvertures sous-caudales. La coloration violacée de la poitrine est souvent un peu plus soutenue chez le mâle que chez la femelle. Le dos, les scapulaires et les petites couvertures alaires sont gris-brun sable. La large plage gris pâle formée par une partie des couvertures alaires (grandes, primaires et secondaires internes) contraste avec le gris sombre des secondaires externes et le gris brun des rémiges primaires. Cette couleur se retrouve au niveau du dessus de la queue, seulement marquée aux coins par la coloration blanc crème des extrémités des rectrices, surtout les plus externes.
Les deux sexes sont semblables et ne peuvent généralement être reconnus que par leur comportement en période de reproduction. Les jeunes n'ont pas de collier.
Les variations pigmentaires ne sont pas rares chez cette espèce. Ainsi en Hongrie, des individus de différents types ont été observés : coloration crème plus ou moins pâle, blanc jaunâtre, blanchâtre avec quelques plumes roux clair sur l'ensemble du corps, blanchâtre et même entièrement blanche.

## Écologie et comportement

### Chant
On dit que la tourterelle roucoule. Le chant est assez monotone : trois notes distinctes avec accentuation et longueur sur la deuxième, "hou hououuuu hou".
En Afrique du Nord, les chants des reproducteurs, ainsi que les parades et accouplements, sont observés surtout de février à septembre, mais des chants et la construction de nids ont été constatés dès octobre.

### Alimentation

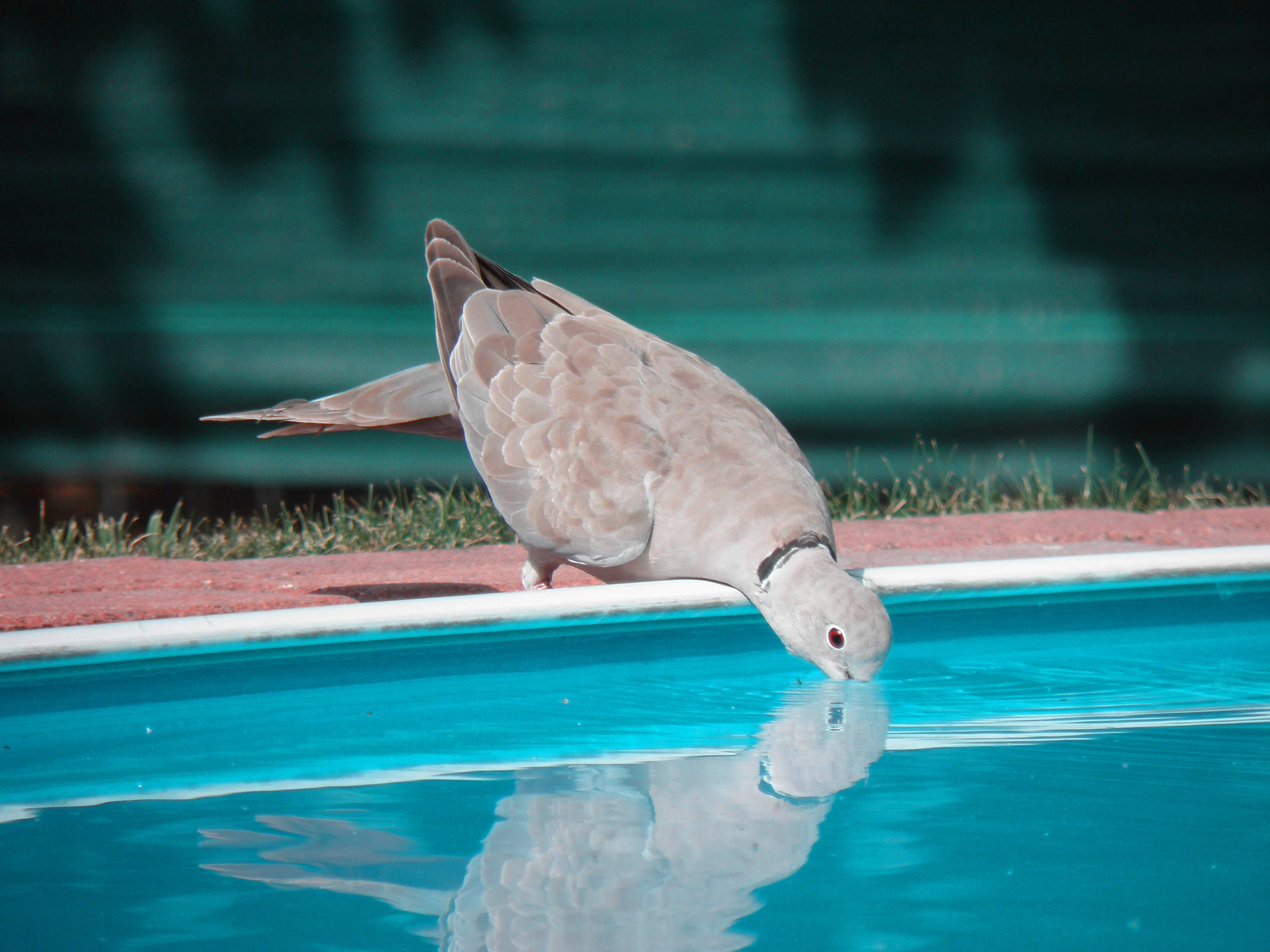
Tourterelle en train de boire.

La Tourterelle turque est granivore : elle s'alimente de graines, de baies et de bourgeons. Dans les mangeoires en hiver, elle consomme des graines diverses concassées, des pois concassés, des flocons d'avoine.

### Reproduction
La reproduction peut avoir lieu toute l'année. Le nid constitué de brindilles disposées de manière assez aérée donne dans l'ensemble une sensation de fragilité. La femelle pond généralement deux œufs blancs comme chez tous les colombidés. Les œufs de Tourterelle turque sont couvés environ 16 jours par les deux parents qui nourrissent aussi les petits par régurgitation (lait de pigeon). Les jeunes quittent le nid 19 jours après l'éclosion. La reproduction donne généralement lieu à deux ou trois pontes, parfois plus.

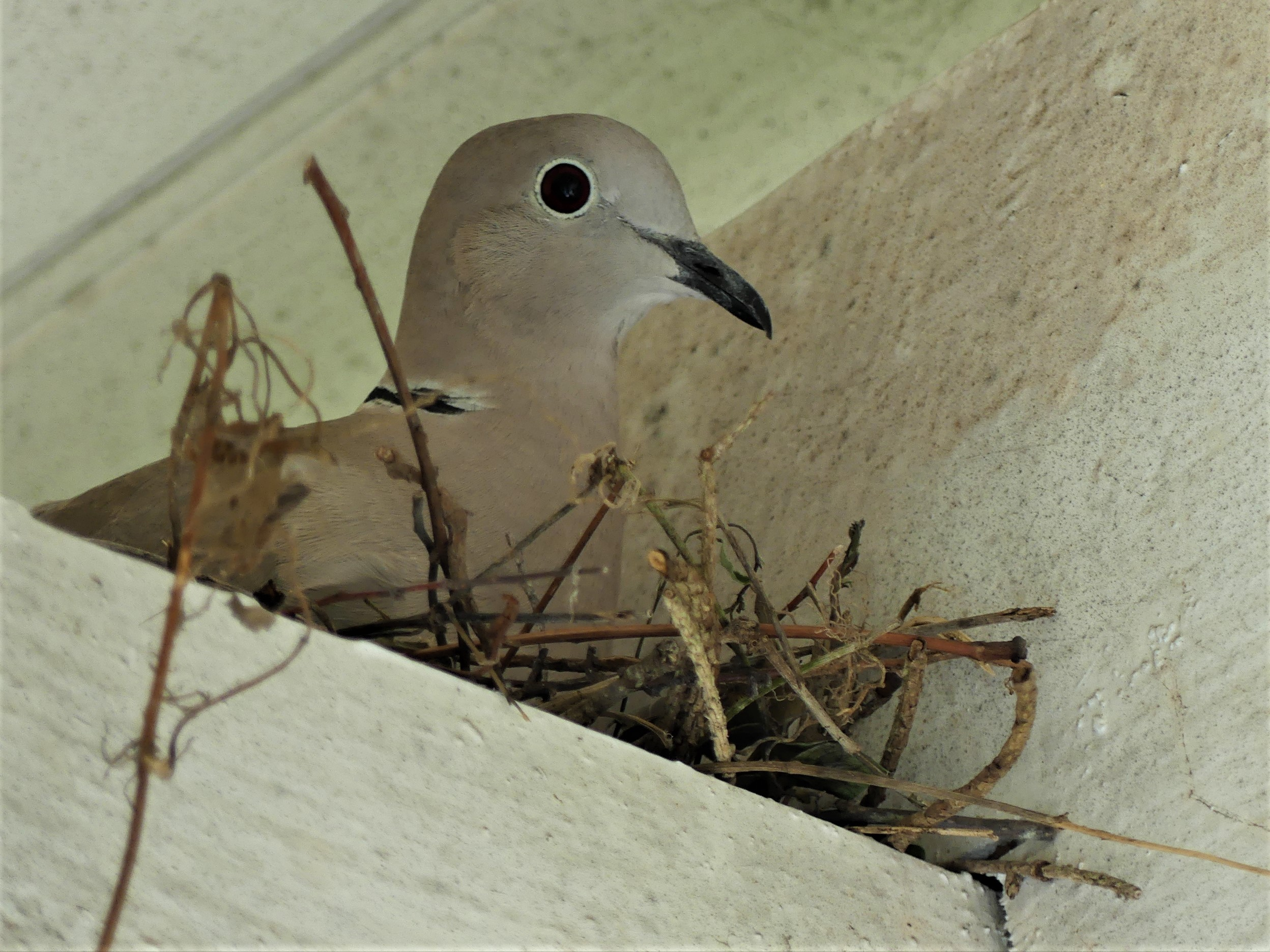
Tourterelle en train de couver
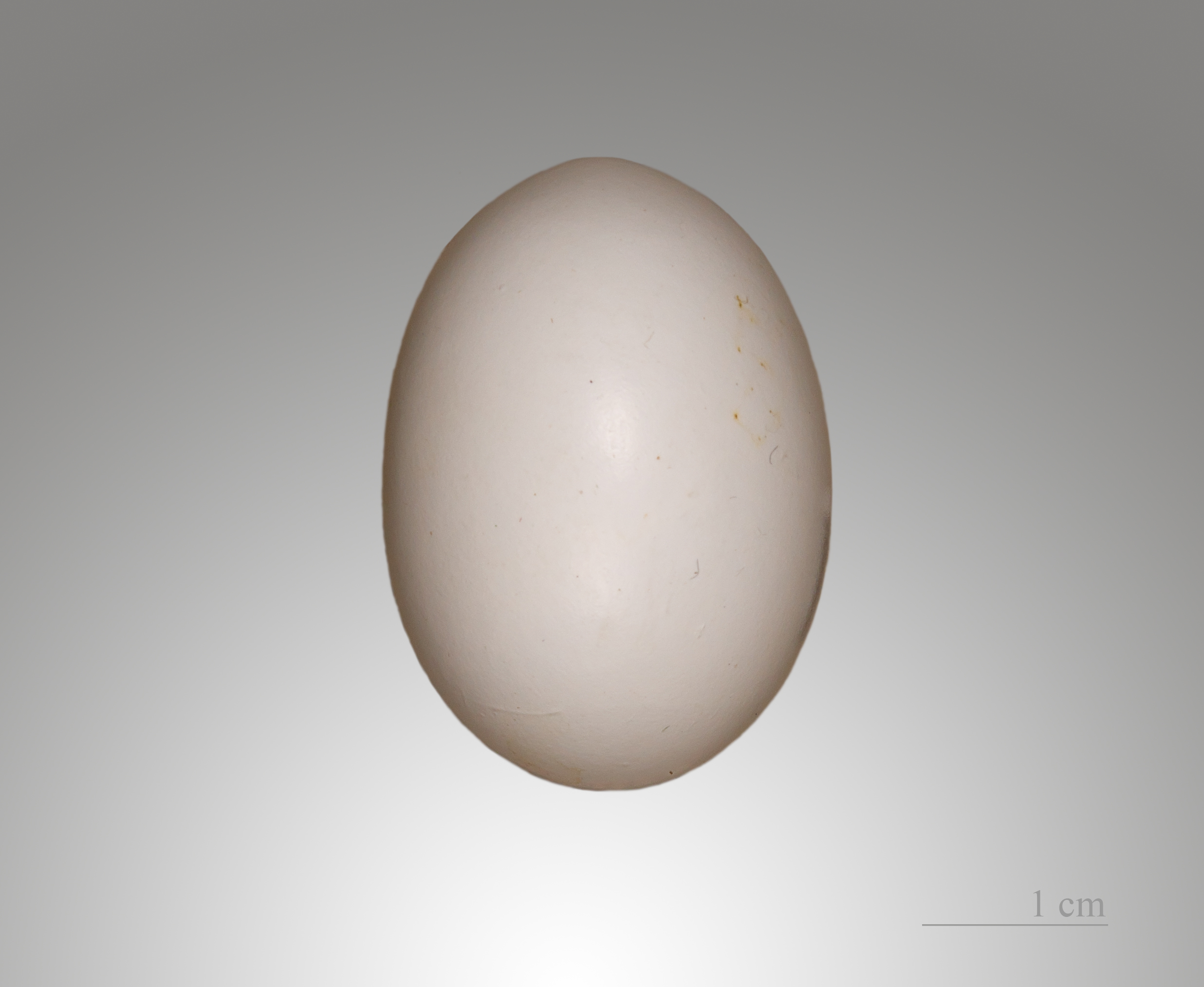
Œuf de Tourterelle turque.
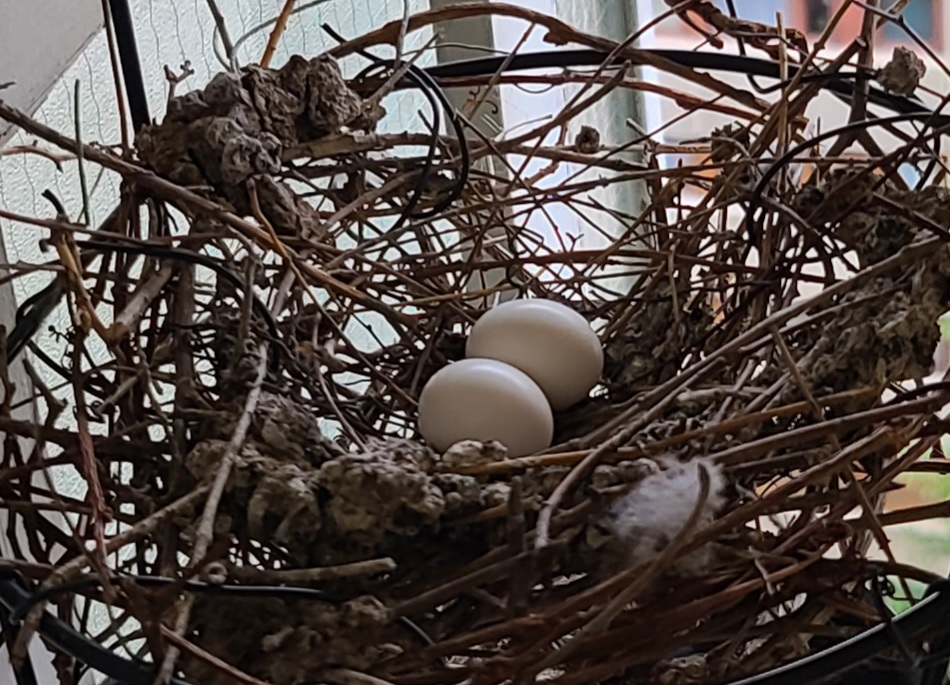
Deux œufs de Tourterelle turque.
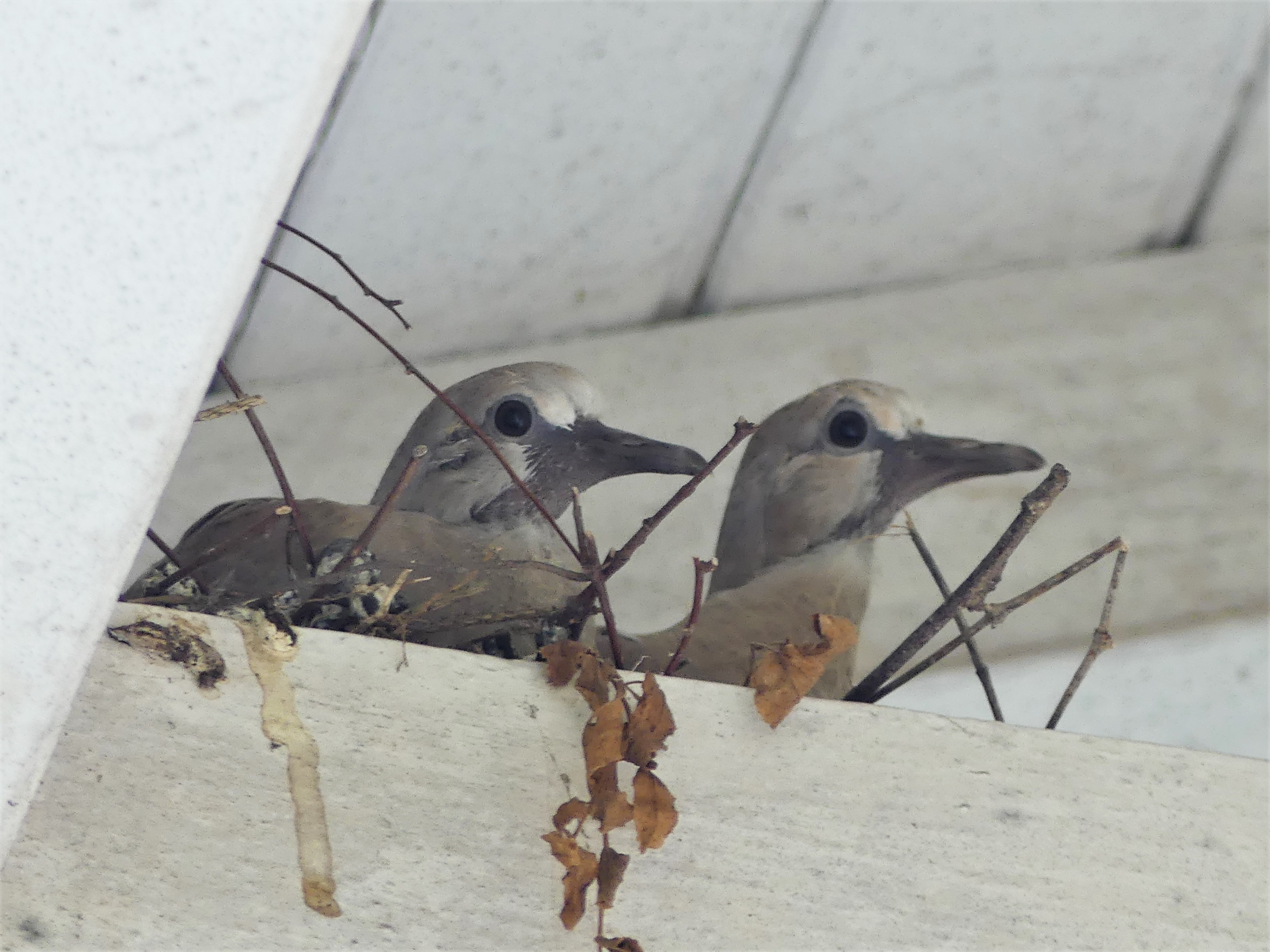
Deux jeunes tourterelles au nid
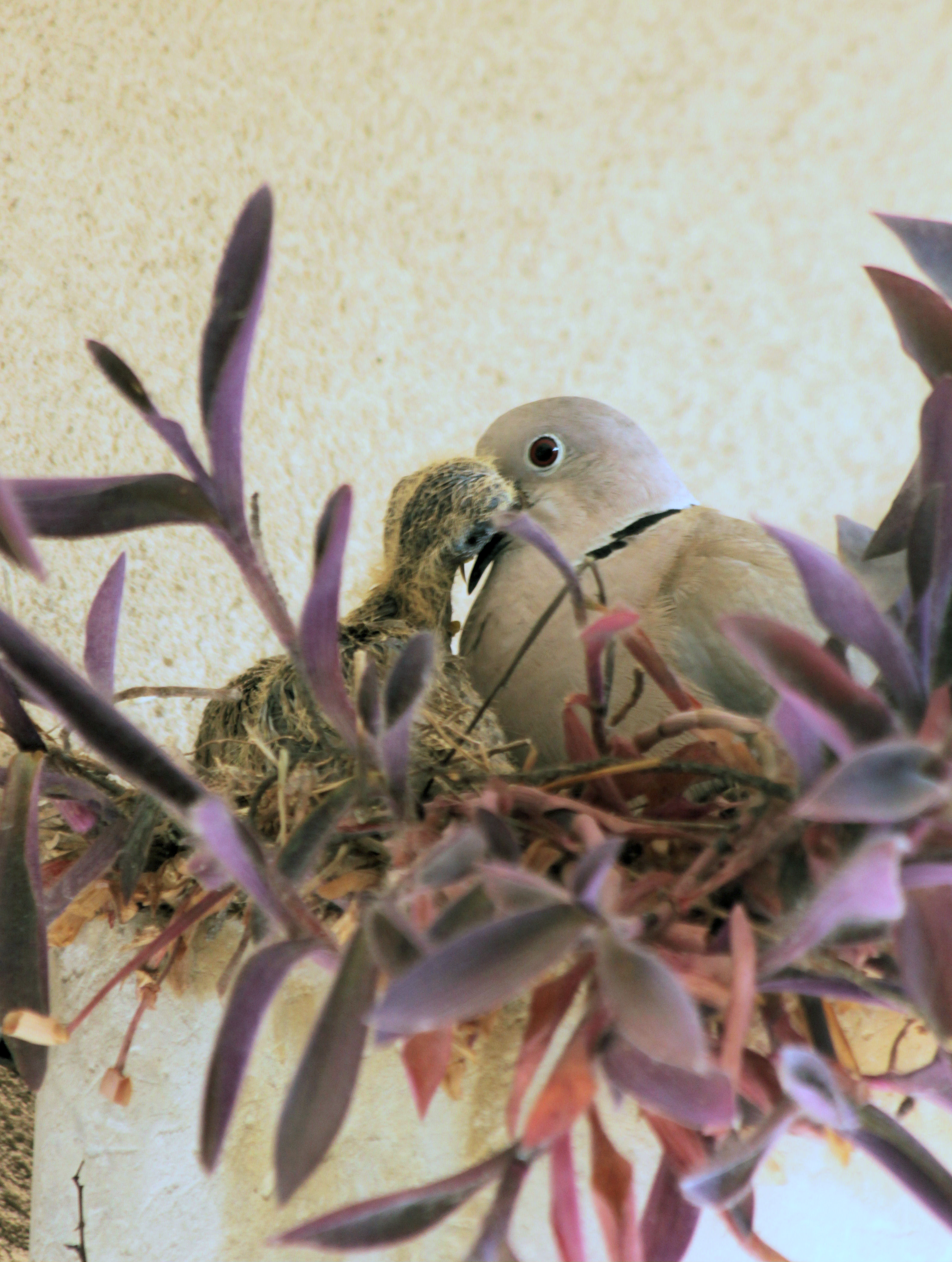
Tourterelle nourrissant son petit.

## Habitat et répartition

### Propagation mondiale

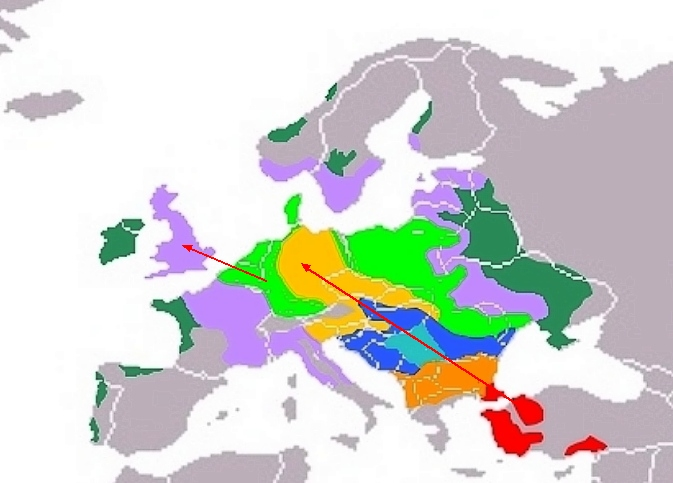
Propagation de l'espèce depuis 1900 :
vers 1900
jusqu'en 1928
jusqu'en 1938
en 1946
en 1949
en 1957
en 1963
en 1973

Jusqu'au début du XXe siècle, l'espèce est présente dans le sous-continent indien, en Asie mineure, au Proche et au Moyen-Orient et jusqu'en Chine ; sa présence au Proche-Orient est attestée dès le XVIe siècle. Elle est alors présente notamment dans l'ouest de la Turquie où elle constitue une importante population à Constantinople,.
Dans le courant du XXe siècle et d'une manière spectaculaire, l'espèce étend son aire de répartition à toute l'Europe et à l’Amérique du Nord. Pour les auteurs d'une étude publiée en 2011, « l’amplitude et la rapidité de son expansion à travers ces deux continents au cours du siècle dernier comptent parmi les phénomènes les plus fascinants observés chez une espèce d’oiseau ».

#### Europe
Karel Voous estime probable que les Turcs aient introduit l'espèce dans les régions d'Europe intégrées à l'empire ottoman, avant 1700. Ce serait à partir de ces populations naturalisées que l'espèce aurait commencé son expansion.
Elle n'était en tout cas pas totalement inconnue en Europe de l'Ouest avant le XXe siècle puisqu'elle « a été identifiée dans les produits de la fouille du castrum d'Auberoche en Dordogne [et] datée du XIIe siècle ».
Pour des raisons qui demeurent inexpliquées, elle commence à se répandre vers le nord-ouest au début du XXe siècle : elle atteint Belgrade en 1912, la Roumanie et le Monténégro en 1928, la Hongrie en 1930, l'Autriche en 1943, l'Allemagne en 1946. À partir des années 1940 et dans les années 1950, la progression du front de colonisation est en moyenne de 44 kilomètres par an. La mer du Nord est atteinte à la fin des années 1940 : les Pays-Bas, le Danemark, la Suède, en 1948-1949,.
En 1952, le premier cas de nidification français est constaté dans le département des Vosges. En 1954, l'espèce atteint la Norvège et en 1955, elle arrive en Grande-Bretagne où le premier cas de reproduction est observé dans le Norfolk en 1956,.
Dans les années 1950, l'espèce progresse sur deux fronts : vers l'est, Pologne, Ukraine, et vers l'ouest. En 1963, presque toute l'Europe orientale est occupée et on trouve l'espèce en Biélorussie et en Estonie dès 1973. Vers l'ouest, l'espèce progresse rapidement et atteint l'Espagne puis le Portugal. Le sud de l'Espagne (dont Gibraltar) est atteint en 1990.
La croissance démographique est spectaculaire : la population des Pays-Bas passe de cinq couples en 1950 à plus de 60 000 en 1975, et celle de la Grande-Bretagne passe de zéro à plus de 30 000 couples entre 1955 et 1972. En France, l'effectif atteint les 500 000 couples à la fin des années 1990 ; tout le territoire est alors conquis, y compris les îles métropolitaines, dont la Corse dès 1976.
En France, la réalisation des Atlas des oiseaux nicheurs de France montre que l'expansion de l'espèce se poursuit à travers le territoire métropolitain : 55 % des sites-échantillons étaient occupés en 1996 contre 74 % en 2004. Les études suggèrent que « l’expansion géographique de l’espèce dans notre pays bénéficie vraisemblablement du mitage de l’espace rural par notre urbanisation ».

#### Afrique
Avant même que le sud de l'Espagne ne soit occupé, l'espèce parvient en Afrique du Nord par le détroit de Gibraltar puisqu'un oiseau est capturé au Maroc, à Rabat, en avril 1971 (il s'agissait d'un individu bagué en Belgique en 1965), et que l'espèce est contactée ensuite dans le Tangérois en 1976, 1979 et 1980. Le premier cas de nidification est observé à Meknès en 1986, puis des groupes de plusieurs dizaines d'individus sont observés dès 1989. Fès est atteinte en 1988, Casablanca en 1989, Agadir en 1990,.
L'Algérie (région d'Annaba) est atteinte en 1994. En Tunisie, l'espèce s'installe à Bizerte en 1991 et y devient régulière.
La Tourterelle turque a également atteint les îles Canaries depuis le Maroc : elle est observée à Tenerife en 1992, à Lanzarote et Grande Canarie en 1994.

#### Amérique
Cette expansion naturelle dans le Paléarctique occidental  est incomprise mais en revanche, les causes de l'arrivée de l'espèce en Amérique sont documentées : dans les années 1970, des individus captifs s'échappent accidentellement d'un élevage aux Bahamas, et l'éleveur décide alors de libérer tous ses oiseaux, une cinquantaine. La première reproduction in natura a lieu en 1974 ; l'espèce atteint la Floride en 1982, et la frontière canadienne au début des années 2010. Elle est désormais présente dans pratiquement tous les États-Unis, ainsi qu'au Mexique. Suivie dans l'Arkansas, la propagation de la Tourterelle turque s'est faite dans cet État en cinq ans, au rythme de cent kilomètres par an, soit plus du double de la vitesse de progression constatée en Europe.

#### Autres lieux
La Tourterelle turque a également été introduite au Japon.

### Habitats
L'espèce est anthropophile et occupe des habitats urbains et péri-urbains. En Afrique du Nord, elle évite les centres anciens, trop denses et peu pourvus d'espaces verts, et fréquente plutôt les parcs et jardins, les zones industrielles, mais aussi des zones désertiques.

## Nuisances
Des cas d'hybridation avec la Tourterelle des bois ont été rapportés en Allemagne et la compétition entre les deux espèces se ferait au détriment de la seconde, autochtone.
La Tourterelle turque serait par ailleurs responsable de forts prélèvements dans les silos de céréales. Son impact sur les écosystèmes n'a pas été étudié.